# Dubrava kod Tisna
Dubrava kod Tisna – wieś w Chorwacji, w żupanii szybenicko-knińskiej, w gminie Tisno. W 2011 roku liczyła 179 mieszkańców.